# Teatro épico
O teatro épico é produto do forte desenvolvimento teatral na Rússia, após a Revolução Russa de 1917, e na Alemanha, durante o período da República de Weimar, tendo como seus principais iniciadores o diretor russo Meyerhold e o diretor teatral alemão Erwin Piscator. Nesse tempo, as cenas épicas alemãs recebiam o nome de cena Piscator, dado o extensivo uso de cartazes e projeções de filmes nas peças dirigidas por Piscator. No entanto, o grande propagandista do teatro épico.
"Épico" é um adjetivo que se refere a algo que relata em versos uma ação heróica. No teatro grego antigo, base do teatro ocidental, temos os heróis e suas histórias, seus feitos...
As tragédias gregas são consideradas a base de nosso teatro. Não só do teatro, mas da dramaturgia como um todo. Pense na telenovela que você assiste, em um filme ou até em uma história em quadrinhos. Existe um herói, ou uma heroína, em alguns casos com superpoderes. Em outras narrativas há alguém que fará com que a justiça prevaleça, ou seja, um ato heróico.

## Cena realista
Leve em consideração a dramaturgia moderna divulgada em larga escala, como as telenovelas, por exemplo, onde existe um herói, um vilão e um enredo. Ao assistir, é como se você estivesse lá, ou seja, os atores estão representando para um público, mas eles fingem que não, eles não dialogam com você, a cena tenta ser realista ao máximo.
Se, por exemplo, representa-se uma conversa à mesa durante uma refeição, dentro da cozinha, é como se esse ambiente só tivesse 3 paredes, pois a quarta parede é o espectador.
Como disse anteriormente, o teatro grego serviu como base, mas se o retomarmos tal como era, perceberemos um elemento fundamental: o coro. Ele era o intermediário entre o ator e a plateia. Como um contador de histórias, o coro conversava com o público.
No teatro épico de Bertolt Brecht, há um resgate desse diálogo com o público, o que normalmente se denomina "quebra da quarta parede".

## Sem anestesia
Brecht escreveu seus textos na primeira metade do século XX, acompanhou um mundo que passou por duas guerras mundiais, viu o surgimento do socialismo com a Revolução Russa de 1917, sofreu a perseguição nazista... Seu teatro épico é uma forma de discursar seus ideais para a plateia.
Segundo Fernando Peixoto, "Brecht recusa o espetáculo como hipnose ou anestesia: o espectador deve conservar-se intelectualmente ativo, capaz de assumir diante do que lhe é mostrado a única atitude cientificamente correta - a postura crítica".
É com a quebra da quarta parede e o diálogo do ator com o público que Brecht aspirou a essa postura crítica da sociedade frente aos acontecimentos de sua época.

## Brecht e o teatro épico
Bertolt Brecht aprofunda seus primeiros escritos sobre o teatro épico no prefácio à montagem de Ascensão e Queda da Cidade de Mahagonny (Aufstieg und Fall der Stadt Mahagonny, em alemão). Mahagonny é uma sátira política em forma de ópera, com músicas de Kurt Weill e texto de Bertolt Brecht, cuja estreia ocorreu em Leipzig, em 9 de março de 1930, e depois em Berlim, em dezembro de 1931.
No prefácio a esta ópera, Brecht monta um quadro comparativo sobre as diferenças entre o teatro dramático e o teatro épico, destacando que eles não são antagônicos. Isso pode ser comprovado em algumas de suas peças posteriores, nas quais o dramático predomina, como em Os Fuzis da Senhora Carrar.
Ao longo do seu exílio, no período nazi-fascista da Alemanha e na II Guerra Mundial, ele aprofunda suas teses sobre o teatro épico, que, segundo Brecht, teria em Charles Chaplin um modelo de interpretação épica, com sua personagem Carlitos.
O próprio Brecht afirma que sempre existiu teatro épico, seja na intervenção do coro no teatro da Grécia Clássica, seja na Ópera Chinesa, e até mesmo no Dadaísmo, conforme tese bastante desenvolvida por Anatol Rosenfeld em seu Teatro Épico.
O teatro épico consiste em uma forma de composição teatral que polemiza com as unidades de ação, espaço e tempo e com as teorias de linearidade e uniformidade do drama, fundamentadas em determinada compreensão da Poética de Aristóteles elaborada na França renascentista. A catarse perde seu espaço na concepção teatral épica. Não cabe envolver o espectador em uma manta emocional de identidade com o personagem e fazê-lo sentir o drama como algo real, mas sim despertá-lo como um ser social, convocando assim um público dialogante e não empático (ativo, ao invés de abandonado ou adormecido). Segundo Brecht, a catarse torna o homem passivo em relação ao mundo e o ideal é transformá-lo em alguém capaz de enxergar que os valores que regem o mundo podem e devem ser modificados.

## Efeito V
Um dos pressupostos do teatro épico é o efeito de distanciamento ou de estranhamento (Verfremdungseffekt ou V-Effekt, em alemão) por parte do espectador. O ator não busca identificação plena com a personagem. O cenário expõe toda sua estrutura técnica, deixando claro que aquilo é teatro, e não a realidade. O enredo se desenvolve sem um encadeamento linear cronológico entre as cenas, de modo a poder misturar presente e passado, procurando evitar o envolvimento do ator e do espectador na trama, sempre com o intuito de provocar a reflexão e de despertar uma visão crítica do que se passa, sem levar ao desfecho dramático e natural. "Estranhar tudo que é visto como natural",[carece de fontes?] segundo Brecht.

## Teatro épico e teatro dramático
Em 1930, no prefácio de Ascensão e Queda da Cidade de Mahagonny, Brecht desenvolve seu entendimento sobre o teatro épico, descrevendo 18 distinções entre a forma épica e a forma dramática. Ressalta, porém, que esse esquema não pretende impor contraposições absolutas, mas somente "deslocamentos de acentuações". Assim, Brecht destaca que, dentro de um processo de comunicação, pode-se dar preferência ao que se sugere por via do sentimento (dramático) ou ao que se persuade através da razão (épico).
A tabela segue a tradução de Gerd Bornheim. Há outras traduções: uma de Anatol Rosenfeld e outra de F. Peixoto, com diferenças em alguns termos.
| Forma dramática de teatro                               | Forma épica de teatro                                          |
| ------------------------------------------------------- | -------------------------------------------------------------- |
| O palco corporifica uma ação                            | O palco relata a ação                                          |
| Compromete o espectador na ação e consome sua atividade | Transforma o espectador em observador e desperta sua atividade |
| Possibilita sentimentos                                 | Obriga o espectador a tomar decisões                           |
| Proporciona emoções, vivências                          | Proporciona conhecimentos                                      |
| O espectador é transportado para dentro da ação         | O espectador é contraposta a ela                               |
| Trabalha-se com a sugestão                              | Trabalha-se com argumentos                                     |
| Se conservam as sensações                               | As sensações levam a uma tomada de consciência                 |
| O homem se apresenta como algo conhecido previamente    | O homem é objeto de investigação                               |
| O homem é imutável                                      | O homem se transforma e transforma                             |
| A tensão em relação ao desenlace da peça                | A tensão em relação ao andamento                               |
| Uma cena existe em função da seguinte                   | Cada cena existe por si mesma                                  |
| Os acontecimentos decorrem linearmente                  | Decorrem em curvas                                             |
| Natureza não dá saltos - Natura non facit saltus        | Natureza dá saltos - Facit saltus                              |
| O mundo tal como é                                      | O mundo tal como se transforma                                 |
| O homem como deve ser                                   | O que é imperativo que ele faça                                |
| Seus impulsos                                           | Seus motivos                                                   |
| O pensamento determina o ser                            | O ser social determina o pensamento                            |
| Sentimento                                              | Razão                                                          |

Gerd Bornheim destaca que, na edição da Editora Suhrkamp, dos Escritos sobre Teatro, a última linha do quadro (sentimento x razão) foi excluída "lamentavelmente sem explicação". Segundo Bornheim, essa exclusão ocorreu, porque "seria falso transmitir a ideia de que a forma épica de teatro seja incompatível com o sentimento". Por isso, em algumas traduções ao português, essa última distinção não existe.

## Um ator de Brecht
Ekkehard Schall um dos principais atores do Berliner Ensemble, de 1952 a 1995, participando em Arturo Ui, Galileu, Coriolano e 'Círculo de Giz, entre outras, relata um pouco de sua experiência:
| “ | Eu gosto de adicionar toques psicológicos - virtudes ou vícios -- ao personagem. Entretanto estes não são úteis nos julgamentos que o fundamentam. (...) Estes (os julgamentos) são feitos não durante os ensaios, (...) mas em seu início em uma discussão dramatúrgica, onde se discute o que acontece com a peça. (Eddershaw, pg. 264). | ” |

Schall esclarece ainda  eu sou um ator apaixonado, mas não um ator que entrega pura emoção. (..) Eu não interpreto emoções, eu as apresento como formas de comportamento. O termo usado por Brecht é Gestus (Eddershaw, pg. 264).

## Ópera
Ainda tratando da ópera, mas definindo o que seria seu teatro, Brecht se posiciona contra o conceito de obra de arte total (Gesamtkunstwerk, em alemão) proposto pelo músico e compositor Richard Wagner.
Definindo o fundamental de sua poética, Brecht afirma que, no teatro, há que se renunciar a tudo que pretenda provocar uma tentativa de hipnose e que pretenda provocar êxtase e obnubilação.
Brecht defende que se deve conceder à música, como parte da cena, maior independência, propondo que ela comente o texto e tome posição dentro da obra, não apenas como forma de realce do texto, ilustração ou formadora de uma situação psicológica da cena.